# Брейк-данс 2: Электрическое Бугало
«Брейк-данс 2: Электрическое Бугало» (англ. Breakin' 2: Electric Boogaloo) — американский музыкальный фильм 1984 года режиссёра Сэма Фёрстенберга. Фильм вышел через девять месяцев после первой части на волне её успеха.

## Сюжет
Озон и Турбо теперь работают в культурном центре, расположенном здесь же в их бедном районе. Этот центр объединяет вокруг себя местных детей и молодёжь, которые занимаются там различными видами творчества, вместо того, чтобы слоняться по улицам. Озон и Турбо преподают там танцы. Однако, здание центра находится в аварийном состоянии и местные власти принимают решение снести его и построить на его месте торговый центр. У воспитанников есть единственная надежда спасти центр, это каким-то образом в течение месяца собрать сумму в $200 тыс. необходимую для капитального ремонта здания.
Келли в это время разрывается между поездкой в Париж для участия в театральной постановке и желанием остаться в Лос-Анджелесе, чтобы помогать друзьям. Турбо тем временем влюбляется в симпатичную девочку, которую очень стесняется.

## В ролях
- Адольфо Киньонес — Орландо «Озон»
- Майкл Чэмберс — Тони «Турбо»
- Люсинда Дикки — Келли
- Сьюзи Коэльо — Ронда
- Сабрина Гарсия — Люсия
- Гарри Цезар — Байрон
- Кен Олфсон — Рэндалл
- Ice-T — играет себя
- Мартика — эпизод
- Донован Литч — эпизод

## Саундтрек
К фильму был выпущен саундтрек. Заглавная тема «Electric Boogaloo» в исполнении Ollie & Jerry заняла 45 место в R&B чарте Billboard.

## Рецензии
Фильм был встречен плохо и раскритикован критиками. Главная претензия была в том, что фильм стал совершенно не серьёзным в отличие от первой части. Хотя у фильма были и положительные отзывы. Роджер Эберт поставил фильму 3 звезды. На сайте Rotten Tomatoes фильм имеет 29 % свежести на основании 7 рецензий со средним рейтингом 4,1 из 10.

## Влияние
Фильм имеет подзаголовок «Электрическое Бугало» (англ. Electric Boogaloo), что отсылает к фанк-ориентированному танцевальному стилю электрик-бугалу. После выхода фильма выражение «Электрик Бугалу» стало нарицательным, так начали называть плохие вторые части. С появлением интернета выражение стало мемом.
Например режиссёр Марк Хартли, снявший документальные фильмы о кино «Не совсем Голливуд» и «Девки с мачете на свободе!», свой третий фильм посвятил именно студии Cannon Films (авторы фильмов «Брейк-данс»), который так и назвал «Электрическое Бугало: Дикая, нерассказанная история Cannon Films» (англ. Electric Boogaloo: The Wild, Untold Story of Cannon Films).